# Panacanthus pallicornis
Panacanthus pallicornis är en insektsart som först beskrevs av Walker, F. 1869.  Panacanthus pallicornis ingår i släktet Panacanthus och familjen vårtbitare. Inga underarter finns listade i Catalogue of Life.